# Леопольд фон Берхтольд
Леопольд фон Берхтольд (граф Леопольд Антон Іоганн Сігізмунд Йозеф Корзін Фердінанд Берхтольд фон унд цу Унгаршиць, Фраттлінг унд Пюллюц; нім. Graf Leopold Anton Johann Sigismund Josef Korsinus Ferdinand Berchtold von und zu Ungarschitz, Frättling, und Püllütz; (1863, Відень, — 1942, Пересньє) -австрійський політичний діяч, дипломат.

## Біографія
Народився 18 квітня 1863 року у місті Відень, Австрійська імперія. Народився в заможній аристократичній сім'ї землевласників, що володіли землями в Чехії та Угорщині.
З 1893 на дипломатичній службі.
З 1895 по 1999 — секретар посольства Австрії у Франції.
З 1899 по 1903 — радник посольства у Великій Британії.
З 1903 по 1906 — радник посольства в Російській імперії.
З 1906 — посол Австро-Угорщини в Російській імперії, замінивши на цій посаді Аллоїза фон Еренталя.
З 1911 — міністр закордонних справ Австро-Угорщини.
Важливим напрямом зовнішньої політики вважав Балкани.
У 1912 — Австро-Угорщина примусила Сербію відмовитися від виходу до Адріатичного моря, а Чорногорію — від зайняття міста Шкодер (28 листопада 1912 була проголошена незалежна Албанія). Берхтольд також сприяв втягненню Болгарії до війни із своїми минулими союзниками, що сприяло розгортанню Другої Балканської війни.
Довідавшись про вбивство Франца Фердинанда 28 червня 1914 року, фон Берхтольд, як вважається, промовив: «Ну, тепер ми зведемо рахунки із Сербією!». Саме Берхтольду приписується авторство завідомо нездійсненних умов ультиматуму, який було висунуто Сербії. Під час підготовки до війни з Сербією фон Берхтольд не повідомив Італію, що як наслідок призвело до оголошення Італією нейтралітету. Також він змінював свою позицію з питань територіальної поступки Італії в обмін на її участь у війні. 13 січня 1915 року фон Берхтольд подав у відставку.
21 листопада 1942 року помер в місті Пересньє, Угорщина.